# Max Harvøe
Max Harvøe (født 15. maj 1921 i København, død 18. august 1992) var en dansk fagforeningspolitiker, der var formand for fagforbundet HK fra 1969 til 1979. 
Max Harvøe, der var søn af en kontoransat far, blev efter sin realeksamen uddannet indenfor engroshandel. Allerede som 20-årig blev han formand for Handels- og Kontorfunktionærernes ungdomsafdeling i København, som han stod i spidsen for frem til 1961. Fra 1952 til 1969 var han formand for HK's isenkramafdeling i København.
Fra 1969 og ti år frem var han formand for HK, der dengang ikke anvendte forkortelsen, men det fulde navn Handels- og Kontorfunktionærernes Forbund. Som HK-formand havde han fokus på fagbevægelsens involvering i det kulturelle liv. Han blev i 1971 medlem af Det Økonomiske Råd samt af Kapitalmarkedsrådet og Forbrugerrådet året efter.
Efter sit virke som HK-formand var han frem til 1986 hovedkasserer i LO, hvor han blandt andet var en af drivkræfterne bag Arbejdermuseet. Senere blev han formand for museets bestyrelse.
Fra 1987 til sin død var han næstformand for Ældre Sagen. Han var desuden medlem af EGV-fondens repræsentantskab.
I 1977 var han kandidat til Årets Nytårstorsk i Ekstra Bladet.
Han er begravet på Sct. Ibs Kirkegård i Roskilde. 